# Pjotr Vasiljevič Nikitin
Pjotr Vasiljevič Nikitin (rusky Пётр Васильевич Никитин; 5. února 1849, Usťužna – 18. května 1916, Petrohrad) byl ruský klasický filolog, profesor a rektor Imperiální petrohradské univerzity.

## Život
Studoval v petrohradském semináři a na Institutu dějin a filologie, byl učitelem na Druhém gymnáziu (ruský jazyk a latina), a pak byl vyslán do zahraničí. V roce 1873 přijal místo na katedře klasické filologie na Nižynské univerzitě. V roce 1879 se stal docentem na Petrohradské univerzitě a od roku 1886 zde působil jako řádný profesor řeckého jazyka a literatury. V roce 1888 byl zvolen řádným členem Petrohradské akademie věd. Od července do 19. prosince 1890 sloužil jako děkan fakulty historie a filologie a od tohoto data byl jmenován rektorem univerzity (1890–1897). Byl autorem prací o starověké epigrafice, dílech Theokrita, Démosthena, Aristofana a Plutarcha.
Byl pohřben na Smolenském pravoslavném hřbitově, hrob se však nedochoval.